# آلئا یاکتا است

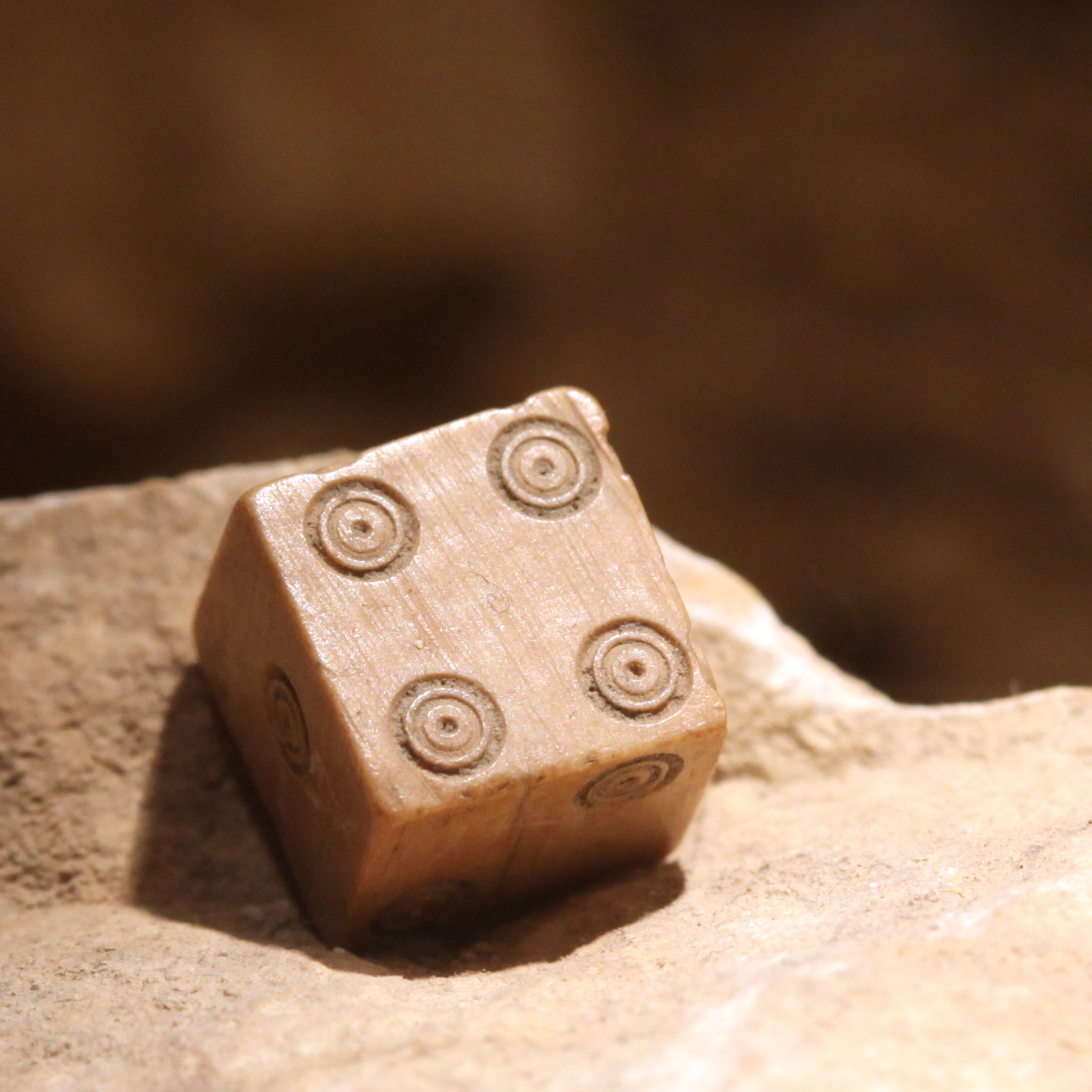
یک تاس رومی در موزه رومن ویدی

آلئا یاکتا اِست (به لاتین: Alea iacta est)، (به معنی لغوی «تاس‌ها پرتاب شده‌اند») گفتاوردی است که سوئتونیوس آن را به ژولیوس سزار نسبت داده‌است. سوئتونیوس گفته که سزار آن را هنگام عبور از رود روبیکون در شمال ایتالیا گفته، هنگامی که سپاهیانش را در حمایت از سنا علیه پومپه و اپتیمات‌ها در جنگ داخلی فرماندهی می‌کرد. در زبان ایتالیایی امروزی این عبارت هنوز وجود دارد (به ایتالیایی: Il dado è tratto) که مربوط به زمانی است که کار از کار گذشته باشد و اتفاقی غیرقابل پیشگیری رخ خواهد داد. در زبان انگلیسی عبارت the die is cast وجود دارد که کاربرد متفاوتی دارد و بدین معنی است که «کار از کار گذشته است» یا ذات و طبیعت چیزی آشکار شده‌است.
در زمان ژولیوس سزار در روم، تاس وجود داشته و آن را cubus می‌نامیده‌اند. در سده اول میلادی در روم باستان، بازی تخته نرد را با نام آلئا (alea) می‌شناخته‌اند و در نامه‌ای آگوستوس اشاره کرده که در این بازی برنده شده‌است.